# Lyonia squamulosa
Lyonia squamulosa là một loài thực vật có hoa trong họ Thạch nam. Loài này được M. Martens & Galeotti mô tả khoa học đầu tiên năm 1842.